# Leone Fontana
Leone Giovanni Pietro Antonio Maria Fontana (Torino, 31 gennaio 1836 – Torino, 9 febbraio 1905) è stato un avvocato, bibliografo e politico italiano.

## Biografia
Dopo gli studi in Legge, si dedica alla ricerca storica dimostrando un vivo interesse per la storia giuridica dei comuni italiani. È consigliere, assessore e prosindaco di Torino, regio commissario per la provincia e membro di molti comitati di beneficenza. Nominato senatore a vita nel 1900, Fontana è anche appassionato collezionista di manoscritti antichi, libri rari e, soprattutto, dipinti di pittori piemontesi del Quattro e del Cinquecento, che nel 1909 i figli Vincenzo e Maria donano al Museo Civico di Torino.